# Eupolem (escriptor)
Eupolem （en llatí Eupolemus, en grec antic Εὐπόλεμος "Eupólemos") fou un escriptor grec sobre tàctiques i art militar, que és esmentat per Arrià i per Elià en la introducció dels seus propis llibres sobre tàctiques militars. No es coneix res de la seva vida.